# Wilhelm Teschner
|  | Per a altres significats, vegeu «Gustav Wilhelm Teschner». |

Wilhelm Teschner   (24 d'agost de 1868 - 30 de setembre de 1928)) fou un compositor alemany.
Es distingí com a professor i com a compositor de grans obres corals, destacant entre aquestes les titulades Gorm Grymme i Ein Frühlingsgebet für gemischten Chor' (op. 27), ambdues amb acompanyament d'orquestra. També va escriure i publicar obres per a orgue, lieder, peces per a piano i una serenade per a instruments d'arc i vent.